# Rivière Napetipi
Rivière Napetipi är ett vattendrag i Kanada.   Det ligger i provinsen Québec, i den östra delen av landet, 1 500 km öster om huvudstaden Ottawa.
Trakten runt Rivière Napetipi består huvudsakligen av våtmarker. Trakten runt Rivière Napetipi är nära nog obefolkad, med mindre än två invånare per kvadratkilometer.